# Tomasz Chady
Tomasz Chady – polski inżynier, profesor nauk inżynieryjno-technicznych.

## Życiorys
W 1987 r. ukończył studia na kierunku elektrotechnika w Politechnice Szczecińskiej, w 1996 r. obronił pracę doktorską pt. Cyfrowe systemy identyfikacji przestrzennych rozkładów pól magnetycznych, której promotorem był prof. Ryszard Sikora, w 2004 r. habilitował się na podstawie pracy zatytułowanej Wieloczęstotliwościowe algorytmy identyfikacji w układach defektoskopii wiroprądowej. W 2020 r. uzyskał tytuł profesora nauk inżynieryjno-technicznych. 
Jest pracownikiem naukowym w Katedrze Elektrotechniki Teoretycznej i Informatyki Stosowanej na Wydziale Elektrycznym Zachodniopomorskiego Uniwersytetu Technologicznego w Szczecinie, oraz należy do  Rady Dyscypliny Naukowej - Automatyki, Elektroniki i Elektrotechniki ZUT. 
Został członkiem Komisji Nauk Elektrycznych na Oddziale Polskiej Akademii Nauk w Poznaniu.